# Annie Hindle
Annie Hindle est considérée comme une des premières artistes male impersonator populaire aux États-Unis. Née dans les années 1840 en Angleterre, elle et sa mère adoptive, Ann Hindle, émigrent à New York en 1868. Annie Hall se produit comme male impersonator dans des numéros solo et dans des spectacles de ménestrels de 1868 à 1886.

## Enfance
Annie Hindle est née en Angleterre au milieu des années 1840 et a été adoptée par Ann Hindle. Elle a une affinité pour le chant et le port de vêtements masculins dès son plus jeune âge et commence à se produire sur la scène musicale à l'âge de six ans. Annie Hindle et sa mère déménagent aux États-Unis en 1868.

## Carrière de male impersonator
Annie Hindle se produit comme male impersonator sur la scène de variétés américaine de 1868 à 1886 et reçoit de bonnes critiques et des réservations régulières. Ses talents de male impersonator stupéfient son public. Une critique de l'une de ses performances au théâtre Adelphi de Galveston, au Texas, note : « Annie Hindle a connu un grand succès. En tant que male impersonator, son sexe est si caché que l'on a tendance à imaginer que c'est un homme qui chante ».

## Vie personnelle
Le premier mariage d'Annie Hindle est avec Charles Vivian, chanteur de ballades et fondateur d'une fraternité théâtrale. Ils se marient en 1868, mais se séparent six mois plus tard sans divorce légal. Annie Hindle déclare plus tard que Charles Vivian abuse d'elle pendant leur relation.
En 1878, certains journaux rapportent qu'Annie Hindle épouse le ménestrel W.W. Long, bien qu'aucun document officiel ne puisse le confirmer. De plus, le couple ne vécut ni jamais ne voyagea ensemble.
En 1886, à Grand Rapids, dans le Michigan, Annie Hindle épouse sa couturière Annie Ryan lors d'une tournée dans le Midwest. Lors de la cérémonie, elle est habillée en homme et donne son nom tandis que Charles Vivian et un pasteur baptiste local célébraient la cérémonie.
Il semble que le mariage de Annie Hindle avec Annie Ryan n'est pas le premier dans lequel elle épouse une femme. Gillian M. Rodger dans Just One of the Boys: Female-to-Male Cross-Dressing on the American Variety Stage (2018), trouve des actes de mariage entre un certain Charles Hindle et d'autres femmes, qui correspondent aux périodes où Annie Hindle s'est produite aux côtés de ces mêmes femmes. Il est possible qu'en décembre 1868, Annie Hindle (surnommé « Charles ») épouse Nellie Howard, une danseuse de gigue. À l'époque, elles se produisaient toutes deux ensemble à l'Opéra de Baltimore. Un autre mariage possible est celui entre Charles Hindle et Blanche Du Vere le 23 novembre 1870. À cette époque, elles se produisent au Metropolitan Hall de Washington, DC. Le mariage ne dure que jusqu'au début de 1871, mais il est remarquable : Du Vere change plus tard son nom en Blanche Selwyn, sous lequel elle devient connue comme un célèbre male impersonator.
Annie Hindle continue à travailler sur scène. Après la mort d'Annie Ryan en 1891, elle épouse une autre jeune femme, Louise Spangehl.
En septembre 1900, Annie Hindle est arrêtée pour ivresse publique à Buffalo, New York. Elle est finalement relâchée. Sa dernière apparition connue sur scène a lieu à l'Odeon de Dayton, dans l'Ohio, en octobre 1904.[réf. nécessaire]

## Postérité
La pièce de théâtre d'Emma Donaghue, Ladies and Gentlemen, parle d'Annie Hindle après la mort de sa femme Annie Ryan.